# Свети апостол Павел (летище)
„Свети апостол Павел“ (на македонска литературна норма: Аеродром „Свети Апостол Павле“), познато също като летище Охрид, е международно летище в Северна Македония.
Намира се в Община Дебърца край селата Оровник и Горенци. Отстои на 2,5 километра източно от Струга и 9 км северозападно от Охрид.
Летището е разположено перпендикулярно на северния бряг на Охридското езеро, от което го делят само 100 метра.
Обслужва около 60 000 пътници годишно, главно туристи на посещение на Охрид и Охридското езеро, които са обекти на световното наследство на ЮНЕСКО. Служи също и за запасен аеродрум (в извънредни ситуации) на единственото друго международно летище в страната – летище Скопие край столицата.
След като му е отказано да бъде приет на летище Скопие поради снеговалеж, самолет от Женева е пренасочен към летище Охрид, близо до което (край село Трояни) се разбива в най-голямата авиокатастрофа в Северна Македония с рекордния брой от 116 жертви в събота, 20 ноември 1993 г.